# Rubia sikkimensis
Rubia sikkimensis là một loài thực vật có hoa trong họ Thiến thảo. Loài này được Kurz miêu tả khoa học đầu tiên năm 1874.